# Sistemas semidefinidos
Sistemas semidefinidos são conhecidos também como sistemas irrestritos ou sistemas degenerados.

## Definição
Podemos considerar o arranjo da figura abaixo, representando duas massas conectadas por uma mola de acoplamento.

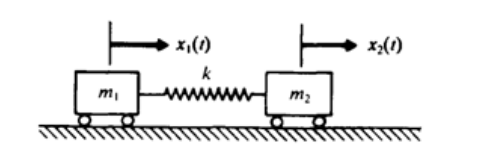
Exemplo de Modelo de Sistema Semidefinido

As equações desse sistema, equações podem ser escritas como:
Para vibração livre, assumimos que o movimento é harmônico, equação:
A substituição resulta na equação:
Igualando o determinante dos coeficientes X1 e X2 a zero, obtemos a equação de freqüência:
Pela qual podemos obter as frequências naturais, equação:
Podemos observar que uma das frequências naturais do sistema, equação, é zero, o que significa que ele não está oscilando. Em outras palavras, o sistema se move como um todo, sem nenhum movimento relativo entre as duas massas (translação de corpo rígido). Tais sistemas que têm uma das frequências naturais igual a zero, são denominados sistemas semidefinidos.